# Barfuss (Film)
Barfuss ist ein tragikomischer Liebesfilm aus dem Jahre 2005 mit Til Schweiger und Johanna Wokalek in den Hauptrollen. Schweiger war zudem Regisseur, Koproduzent und Kodrehbuchautor.

## Handlung
Nick Keller hangelt sich wenig erfolgreich von einem Job zum nächsten. Auf dem Arbeitsamt bescheinigt man ihm, dass er wohl ein Problem damit habe, sich von anderen etwas sagen zu lassen. Als letzte Chance wird er nun als Reinigungskraft in eine psychiatrische Klinik vermittelt. Aufgrund seiner Berufsauffassung wird er noch am selben Tag wieder entlassen. Zufällig rettet er die an posttraumatischen Belastungsstörungen leidende 19-jährige Patientin Leila vor dem Selbstmord, als sie gerade dabei ist, sich zu erhängen. Daraufhin folgt sie ihm heimlich aus der Klinik und läuft barfuß bis zu seiner Wohnung. Sie trägt niemals Schuhe, da sie ihre Füße nicht einsperren will. Widerwillig lässt er Leila eine Nacht bei sich übernachten und will sie am nächsten Tag zurückbringen.
Leila wurde ihr Leben lang von ihrer verstorbenen Mutter zuhause eingesperrt und ihr war jeglicher Kontakt mit anderen Menschen verboten. Sie wurde in die Klinik eingeliefert, da sie durch unterlassene Hilfeleistung bei einem Herzinfarkt ihrer Mutter zu deren Tod beitrug. Leila ist sehr naiv und geistig noch ein Kind; so nimmt sie alles wörtlich, was man ihr sagt, und gerät bei körperlichem Kontakt mit Fremden schnell in Panik.
Nick hat zu seinem einflussreichen und wohlhabenden Stiefvater sowie zu seinem Bruder Viktor kein gutes Verhältnis. Er wird von seiner Mutter daran erinnert, dass er zur Hochzeit seines Bruders mit Nicks ehemaliger Freundin eingeladen ist, wo er sich mit seinem Stiefvater auch versöhnen und dessen Angebot annehmen soll, bei ihm im Familienbetrieb zu arbeiten. Dies hat Nick bisher aus Stolz immer abgelehnt und behauptet, er wäre beruflich selbständig und erfolgreich. Da er inzwischen finanziell am Ende ist, will er nun das Angebot annehmen und nimmt Leila notgedrungen mit auf die lange Reise. Aus dem Nachtzug fliegen die beiden aufgrund fehlender Tickets wieder raus. Danach stiehlt Nick ein Auto und versucht, dieses zu verkaufen, um an Geld zu kommen, da er als Hochzeitsgeschenk einen teuren Designer-Kühlschrank versprochen hat. Während der Reise entsteht allmählich eine Liebesbeziehung zwischen Nick und Leila.
Auf der Hochzeit angekommen, wird das frostige Verhältnis zwischen Nick und seiner Familie deutlich; die Situation zwischen Nick und seinem Stiefvater eskaliert. In der Folge versucht Nick erneut, Leila in eine psychiatrische Klinik einzuliefern, gesteht sich aber kurz darauf seine Liebe zu ihr ein. Nachdem Nick wegen angeblicher Entführung Leilas verhaftet und sie wieder in die Klinik eingeliefert worden ist, versuchen beide, einander wiederzusehen. Nick beschließt, eine psychische Krankheit zu simulieren und sich so in Leilas Klinik einliefern zu lassen. Nach einem erneuten Versuch Leilas sich umzubringen, den sie allerdings abbricht, sowie einem Gespräch mit Nick ändert die behandelnde Ärztin ihre Meinung über Nick und nimmt ihn in die Klinik auf. Die letzte Szene des Films zeigt Nick und Leila acht Monate später aus der Klinik entlassen im Supermarkt beim Einkaufen.

## Hintergrund
- In der Szene mit den Polizisten in der Klinik spielt Kameramann Christof Wahl den zweiten Polizisten und Til Schweigers damalige Ehefrau Dana eine Krankenschwester. Schweigers Tochter Emma ist auf der Hochzeit als Gast zu sehen.
- Der Titel des Films hieß in den ersten Drehbuchfassungen Barefoot. Für den Film gründete Til Schweiger die Produktionsfirma Barefoot Films, mit der er auch seine folgenden Filme produzierte.
- Der Filmtitel ist nach den deutschen Rechtschreibregeln eine Falschschreibung (sowohl nach den alten als auch nach den neuen Regeln wird „barfuß“ mit „ß“ geschrieben).
- Die Dreharbeiten begannen am 3. Juni 2004 und endeten am 5. August 2004. Gedreht wurde an verschiedenen Orten in Nordrhein-Westfalen (Köln, Königsallee, Bahnhof Wuppertal-Vohwinkel, Oberkasseler Brücke, Villa Hammerschmidt, Einkaufszentrum Wachtberg, Bahnhof Düren Gleis 21, Historischer Jahrmarkt Aachen-Kornelimünster), Waldkrankenhaus in Rosbach und Hamburg (Hauptbahnhof, Lombardsbrücke, Alter Elbtunnel).
- Kinostart in Deutschland war am 31. März 2005, Erstausstrahlung im deutschen Fernsehen am 14. April 2008 auf Sat.1.
- Die Produktionskosten wurden auf 4,7 Millionen Euro geschätzt, die Bruttoeinnahmen der Kinoveröffentlichung betrugen rund 9 Millionen Euro. In Deutschland wurden 1.506.534 Kinobesucher gezählt.
- 2014 erschien eine US-amerikanische Neuverfilmung des gleichen Drehbuches unter dem Namen Barefoot mit Evan Rachel Wood und Scott Speedman in den Hauptrollen.[3]

## Kritiken
„Die als große Liebesgeschichte angelegte Begegnung zweier weltverlorener Menschen krankt an der kontur- und phasenweise hilflosen Inszenierung und verliert sich in einer öden Aneinanderreihung von Gags und blassen Episoden, in denen Gefühle lediglich behauptet werden.“

„Die romantische, märchenhafte Komödie in weich gezeichneten Bildern setzt auf große Emotionen, aber in einer gelungenen Mischung aus Komischem und Tragischem. Und sie zeigt eine Liebesgeschichte, die ohne Kuss und Sex auskommt.“

„Das längst überwunden geglaubte deutsche Kino der 90er, ein Gefälligkeitskino der totalen Belang- und Bezuglosigkeit, ist wieder da. […] In ‚Barfuß‘ ist endlich alles dem Zweck untergeordnet, den Tausendsassa in all seinen Facetten vorzuführen: nachdenklich, sensibel, mal ein sympathischer Trottel, mal das echte Mannsbild, das er in seiner Werbung für Herrenanzüge ausstellte. Das aber scheint nur im Märchen möglich zu sein. Oder wie sonst lässt sich erklären, dass seine Filme so oft und auch hier in einer nicht zu erkennenden deutschen Klein- oder Großstadt spielen; dass ein komplexes Lichtdesign jede Ahnung von Realität zunichte machen soll?“

„Echte Emotionen erzeugt das handwerklich durchaus solide in Szene gebrachte Geschehen auf der Leinwand selten. Die Tatsache, dass neben Schweiger noch vier andere Autoren am Script gebastelt haben, verrät etwas über die Krampfhaftigkeit, um fast jeden Preis deutsches Hollywood-Format zu erzielen. Doch das geht halt ein ums andere Mal daneben, wenngleich in diesem Fall für den Besucher glimpflich.“

„‚Barfuß‘ sei eine ‚Romantic Comedy‘, behauptet der Filmverleih. Dass die nicht allzu albern gerät, ist vor allem Wokaleks Verdienst. Wie ihre Leila durch strähnige Haare schielend die Welt entdeckt, kindlich lächelt oder plötzlich, ganz Frau, für ihre Liebe kämpft – das sind die Momente, die ‚Barfuß‘ wirklich das Märchenhafte, Poetische verleihen, das sich Schweiger für seinen Film wünschte.“

## Auszeichnungen
- Til Schweiger erhielt für den Film einen Bambi 2005 in der Kategorie Film National.
- Alexandra Neldel gewann einen Undine Award 2005 als Beste jugendliche Nebendarstellerin in einem Kinospielfilm.
- Deutsche Film- und Medienbewertung FBW: Prädikat wertvoll.